# Collinsia childii
Collinsia childii är en grobladsväxtart som beskrevs av Charles Christopher Parry och Asa Gray. Collinsia childii ingår i släktet collinsior, och familjen grobladsväxter. Inga underarter finns listade i Catalogue of Life.